# Kokot (Štúrovo)
Kokot (el nombre también ha sido escrito Cacat, Chokot, Kokat, Kakat, Kakath, y en alemán: Gockern ) fue una aldea y castillo en territorio de lo que hoy es Štúrovo cerca de Nové Zámky, Eslovaquia.
El asentamiento fue fundado como pueblo pesquero cerca de la confluencia del río Danubio con el Hron. La primera mención como "Kokot" (palabra que significa gallo en varios idiomas eslavos) se remonta a 1075 , otra mención medieval  es bajo la forma Chokot.
El establecimiento y el castillo fueron destruidos por los invasores turcos otmanos en 1543; poco tiempo después cerca de sus ruinas surgió un nuevo asentamiento llamado "Parkan"  ("enriquecimiento"), el cual poco a poco se desarrolló transformándose en la actual localidad de Štúrovo . El nombre  Kokot fue utilizado como nombre eslavo coloquial alternativo para  Štúrovo hasta el siglo XIX (en ese entonces oficialmente en Hungría esa localidad era denominada Parkan).